# 지쿠고오이시역
지쿠고오이시역(일본어: 筑後大石駅)은 일본 후쿠오카현 우키하시에 있는 규슈 여객철도 규다이 본선의 역이다. 단선 승강장 1면 1선의 구조를 가진 지상역이다.

## 이용 현황
- 2009년도의 1일 평균 승차 인원은 320명이다.

## 역 주변
- 지쿠고가와 온천

## 역사
- 1931년 7월 11일 : 일본 철도성(일본국유철도)의 지쿠고센조쿠역으로서 개업.
- 1987년 4월 1일 : 일본국유철도 분할 민영화에 의해 규슈 여객철도가 승계.
- 2007년 1월 26일 : 구 역사 해체.
- 2012년 8월 25일 : 열차 운행 재개.

## 인접 역
| 규다이 본선        | 규다이 본선   | 규다이 본선        |
| ------------------ | ------------- | ------------------ |
| 우키하 구루메 방면 | ■ 규다이 본선 | 요아케 오이타 방면 |